# 더 히어로: 네메시스 작전
《더 히어로: 네메시스 작전》(스페인어: Alma de Héroe)은 2019년 공개된 콜롬비아의 전쟁 액션 영화이다. 올란도 파르도가 감독과 각본을 맡았다.

## 출연

### 주연
- 호르헤 아르만도 소토 - 타바레스 역
- 스테파니 아벨로 - 살마 역
- 투토 파티뇨 - 코헨 역

### 조연
- 링컨 팔로메케 - 카냐스 상사 역
- 티베리오 크루즈 - 레이 하사 역
- 린다 루시아 카예하스 - 코헨 부인 역